# Tomichia rogersi
Tomichia rogersi е вид коремоного от семейство Pomatiopsidae. Видът е застрашен от изчезване.

## Разпространение
Разпространен е в Южна Африка (Западен Кейп).